# Notimex
A Notimex foi estabelecida como a agência de notícias oficial do México em 20 de agosto de 1968, com o objetivo principal de cobrir os Jogos Olímpicos de Verão daquele ano. Sua sede está localizada na Cidade do México, e conta com 568 escritórios de coordenação regional espalhados por todo o país. A equipe da Notimex é formada por mais de 30 mil profissionais, incluindo redatores, editores, fotógrafos, repórteres e correspondentes.
Até sua dissolução em dezembro de 2023, a agência esteve em greve desde 21 de fevereiro de 2020, suspendendo suas operações de notícias em junho do mesmo ano.